# Jesenské (Levice)
Jesenské es un municipio del distrito de Levice en la región de Nitra, Eslovaquia, con una población estimada, en 2022, de 46 habitantes. 
Se encuentra ubicado al este de la región, cerca de los ríos Ipoly y Hron (ambos, afluentes izquierdos del Danubio) y de la frontera con la región de Banská Bystrica.

## Demografía
| Año        | 1994 | 2004    | 2014 | 2024     |
| ---------- | ---- | ------- | ---- | -------- |
| Población  | 49   | 51      | 51   | 44       |
| Diferencia |      | +4,08 % | +0 % | −13,72 % |

| Año        | 2023 | 2024 |
| ---------- | ---- | ---- |
| Población  | 44   | 44   |
| Diferencia |      | +0 % |